# 마이아 모르겐스테른
마이아 모르겐슈테른(루마니아어: Maia Morgenstern, 1962년 5월 1일 ~ )은 루마니아의 배우이다. 영화 《죽음의 트라이앵글》(Triunghiul morții)에서 마리아 왕비를 연기하였다.

## 출연 작품
- 왓 어바웃 러브 (2021)
- 브라 이야기 (2018)
- 하이 스트렁 (2016)
- 키드넵 인 루마니아 (2016)
- 엑소더스 투 상하이 (2015)
- 드라마카르마 (2013)
- 미스 크리스티나 (2013)
- 에바 (2009)
- 블랙 씨 (2008)
- 위대한 질문 (2004)
- 패션 오브 크라이스트 (2004)
- 로자의 노래 (2003)
- 다크 프린스 (2000)
- 더 위트맨 보이즈 (1997)
- 제7의 방 (1995)
- 율리시즈의 시선 (1995)
- 노스트라다무스 (1994)
- 참나무 (1992)
- 생명을 바친 사람들 (1991)